# Coppa del Kosovo 2019-2020
La Coppa del Kosovo 2019-2020 (Digitalb Kupës së Kosovës) è stata la 27ª edizione del torneo, la quarta riconosciuta dalla UEFA, iniziata il 7 dicembre 2019 e terminata il 29 luglio 2020. La squadra vincente della coppa si qualifica per il primo turno preliminare dell'Europa League 2020-2021. Il Feronikeli era la squadra detentrice del trofeo. Il Prishtina ha vinto il torneo per la sesta volta nella sua storia.

## Ottavi di Finale
| Squadra 1       | Risultato | Squadra 2  |
| --------------- | --------- | ---------- |
| 7 dicembre 2019 |           |            |
| Ballkani        | 3 – 0     | Trepça '89 |
| Drenica         | 4 – 0     | Dardana    |
| Feronikeli      | 5 – 0     | A&N        |
| Vitia           | 1 – 2     | Dukagjini  |
| 8 dicembre 2019 |           |            |
| Arbëria         | 0 – 1     | Prishtina  |
| Gjilani         | 6 – 1     | 2 Korriku  |
| Liria           | 1 – 0     | Ferizaj    |
| Trepça          | 2 – 4     | Vushtrria  |

## Quarti di finale
| Squadra 1        | Risultato   | Squadra 2  |
| ---------------- | ----------- | ---------- |
| 8 febbraio 2020  |             |            |
| Drenica          | 2 – 1 (dts) | Gjilani    |
| Prishtina        | 4 – 1       | Vushtrria  |
| 9 febbraio 2020  |             |            |
| Dukagjini        | 0 – 2       | Ballkani   |
| 12 febbraio 2020 |             |            |
| Liria            | 0 – 2       | Feronikeli |

## Semifinali
| Squadra 1                      | Totale      | Squadra 2  | Andata | Ritorno |
| ------------------------------ | ----------- | ---------- | ------ | ------- |
| 2 giugno 2020 / 17 giugno 2020 |             |            |        |         |
| Prishtina                      | 6 – 2       | Drenica    | 3 – 0  | 3 – 2   |
| 3 giugno 2020 / 17 giugno 2020 |             |            |        |         |
| Ballkani                       | 1 – 1 (gfc) | Feronikeli | 0 – 0  | 1 – 1   |

## Finale
| Arbitro: | Genc Nuza |

|          |           |  |
| John 20’ | Marcatori |  |